# سادا جینجا
سادا جینجا (به ژاپنی: 佐太神社 Sada Jinja) یک معبد شینتویی است که در ماتسوئه، استان شیمانه، ژاپن قرار دارد. رقص‌های آیینی (سادا شین نو) که هر ساله در ۲۴ و ۲۵ سپتامبر در این معبد انجام می‌شود، به عنوان یک میراث فرهنگی ناملموس مهم شناخته شده‌است. در سال ۲۰۱۱ نو (تئاتر) این معبد، (سادا شین نو) در فهرست میراث فرهنگی ناملموس یونسکو ثبت شد.